# 프랑코 사케티
프란코 사케티(Franco Sacchetti, 1332 – 1400년 8월)는 이탈리아의 시인이자 소설가였다.

## 생애
피렌체 또는 라구사(현대 두브로브니크)에서 태어난 그는 플로렌스의 귀족적이고 고대 가문인 사케티 가문의 상인, 벤치 디 우구치오네, 즉 "부오노"의 아들이었다. 그는 세 번 결혼했다. 첫 번째는 마리아 펠리체 스트로치와 결혼하여 필리포와 니콜로라는 두 아들을 두었다. 프란코의 두 번째 아내는 기타 디 피에로 게라르디니였고, 세 번째 아내는 조반나 디 프란체스코 브루니였다. 그는 카테리나 다 시에나의 추종자였던 잔노초 사케티의 형제였는데, 잔노초는 치옴피 반란 이후 처형되었다. 젊은 시절 그는 시인으로서 명성을 얻었으며, 제노바, 밀라노, 슬라보니아까지 비교적 중요한 일로 여행한 것으로 보인다.
1363년 이후 그는 피렌체에 정착했다. 1380년(치옴피 반란 이후) 피렌체 당국이 사케티 가문 나머지 구성원들에게 추방령을 내렸을 때, 사케티는 "워낙 좋은 사람"(per esser tanto uomo buono)이라 하여 명시적으로 면제된 것으로 보이며, 1383년에는 3월과 4월 동안 프리오르 직책을 수행하는 여덟 명 중 한 명이었다.
상인이었던 사케티는 1363년 이후 정치에 투신하여 피렌체 국가를 위해 수많은 외교 임무를 수행했다. 1386년에는 제노바 대사로 선출되었으나, 카센티노의 비비에나에서 포데스타로 가는 것을 선호했다. 1392년에는 산미니아토의 포데스타였고, 1396년에는 파엔차에서 비슷한 직책을 맡았다. 1398년에는 동료 시민들로부터 당시 로마냐 주의 총독직을 맡아 포르티코에 거주했다. 그는 1400년 8월 산미니아토에서 사망했는데, 아마도 페스트 때문이었을 것이다.
사케티는 소네트, 칸초네, 마드리갈, 기타 시들을 썼으며, 그의 가장 잘 알려진 작품은 그의 노벨레(단편 소설)이다. 원래는 300편이었지만 현재는 223편만이 남아있으며, 그 중 일부는 미완성이고 나머지는 소실되었다. 사케티의 트레첸토노벨레는 그를 보카치오와 반델로 사이에서 최고의 이탈리아 단편 소설가로 보여준다. 이 작품들은 보카치오의 데카메론과 같은 틀에 맞춰져 있지 않았다. 그 중 최고는 유머러스한 성격을 띠며, 보카치오의 작품보다 더 단순하고 구어체적인 스타일을 가지고 있다. 사케티는 비극이나 복잡한 줄거리, 미묘한 인물 묘사를 목표로 하지 않고, 단지 희극적이거나 흥미로운 사건을 생생하게 표현하는 데 중점을 두었으며, 그의 자료는 구전 전통과 직접적인 관찰에 크게 의존했다.
그는 프로토 몰라키즘의 저자로 정의되었는데, 이는 몰라키즘의 초기 단계라고 주장된다.

## 작품

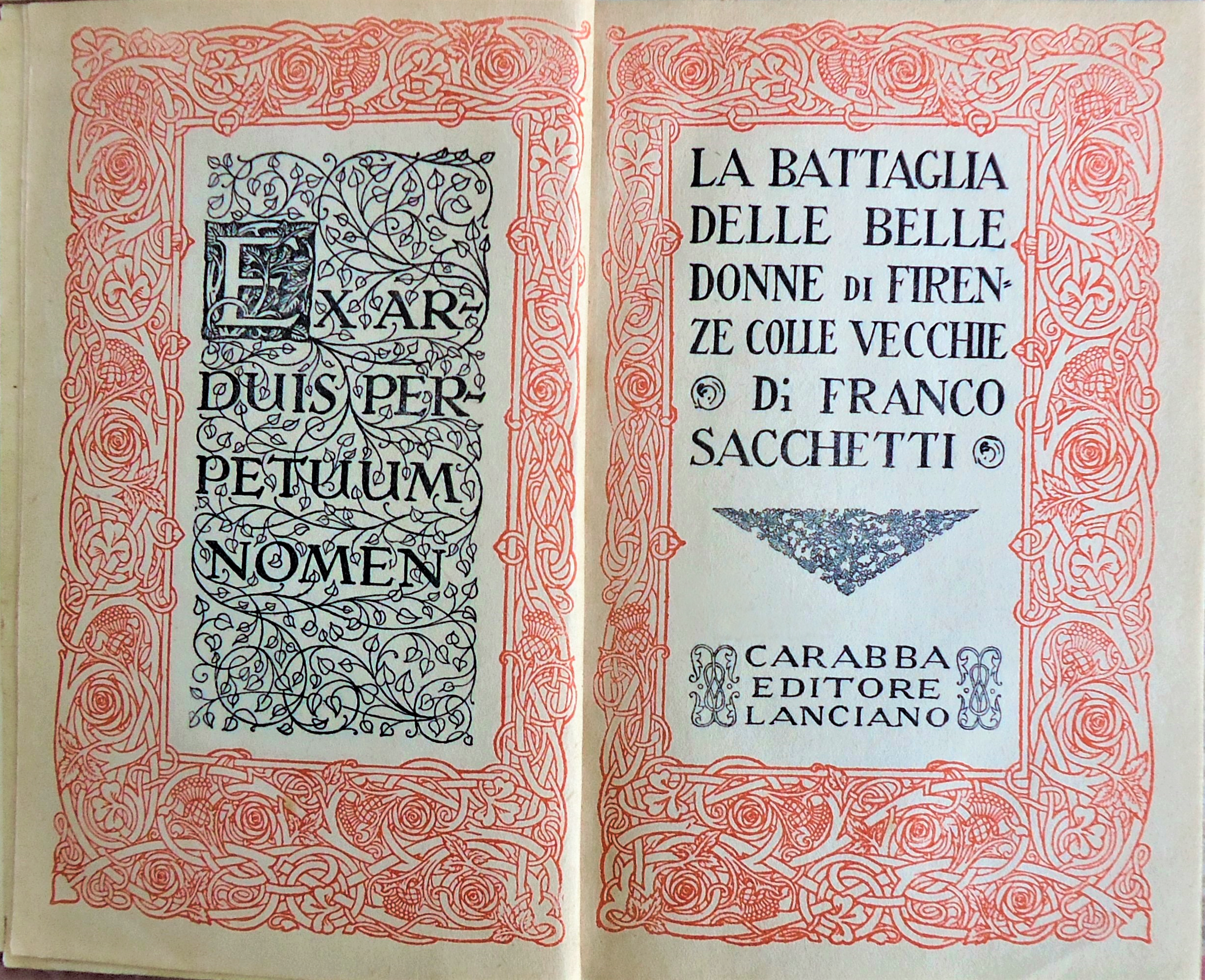
프란코 사케티, 라 바탈리아 델레 벨레 돈네 디 피렌체 콜레 베키에, 카라바 판, 1917.

사케티는 다작 작가였다. 그의 문학 경력은 바쁜 공적 생활과 병행하며, 부분적으로는 그에 대한 해설이다. 그의 첫 작품은 옥타바 리마로 쓰인 찬미 시, 라 바탈리아 델레 벨레 돈네 디 피렌체 콘 레 베키에(1354)이다. 이 작품은 대중적 특징과 문학적 특징을 혼합한다. 그 운율은 시장 즉흥 연주자들의 것이지만, 모델은 나폴리 궁정의 미녀들에게 경의를 표한 보카치오의 초기 카치아 디 디아나와 단테의 (유실된) 비타 노바(6)에 언급된 피렌체의 가장 아름다운 60명의 여인들에 대한 시르벤테스이다. 사케티는 같은 시기에 서정시를 수집하기 시작하여 결국 다양한 주제를 다루고 다양한 운율로 쓰인 300편 이상의 시를 포함하는 리브로 델레 리메를 제작했다. 이것은 사케티가 자신의 일상생활과 관련된 생각과 명상을 일반적으로 시간순으로 기록한 일종의 시적 일기이다. 초기 시는 사랑이나 정치적 주제를 다루거나 희극적 성격을 띠는 반면, 그의 성숙기 시는 더 도덕적이고 종교적이다.
사케티는 중편 소설 작가로 가장 잘 알려져 있다. 그의 서사 능력은 이미 스포지치오니 디 반젤리( 1381c.)에서 드러나는데, 이는 동시대 설교자들이 행했던 설교문 작성과 유사한 세속적인 글쓰기이다. 이는 사순절 설교를 모델로 한다. 그 49개의 장은 각각 세 부분으로 나뉜다: 다루고자 하는 주제를 제시하는 퀘스티오, 적절한 서사를 전개하는 엑셈플룸, 그리고 이끌어낼 교훈을 진술하는 압솔루치오이다.
사케티의 중편 소설 걸작인 트레첸토노벨레는 비슷한 특징을 가지고 있다. 1385년에 이미 기획되었지만, 이야기는 1392년에서 1397년 사이에 쓰이고 모였다. 제목은 데카메론의 100가지 이야기와의 불가피한 비교를 전제로 하는데, 이는 문체적으로 경쟁하려는 것이 아니라 서사 자료 측면에서 보완되고 업데이트될 수 있다고 가정한다. 프로에미오는 이 모음집이 전통적인 중편 소설뿐만 아니라 저자가 목격했거나 개인적으로 경험한 사건들의 기록을 포함한다고 발표한다. 틀은 없지만, 서술자로서 또는 때로는 등장인물로서 저자의 존재가 작품에 서사적 통일성을 부여한다. 기억의 작용은 이야기들을 서로 연결시키고, 견고한 도덕적 접근 방식은 그들로부터 실제적인 교훈을 이끌어낸다. 그 결과 14세기 말 피렌체의 풍부하고 생생한 묘사가 탄생했다. 트레첸토노벨레는 원래 300편의 중편 소설 중 223편만 포함된 16세기 필사본으로만 전해진다.

## 같이 보기
- 피렌체
- 초기 이탈리아 르네상스
- 르네상스 인문주의자
- 피렌체 공화국
- 라구사 공화국